# سرافین (فیلم)
سرافین فیلمی زندگینامه‌ای به کارگردانی مارتین پروو محصول سال ۲۰۰۸ است. این فیلم در سی و چهارمین جوایز سالیانه سینمای فرانسه موسوم به سزار برنده هفت جایزه شد. سرافین یکی از نقاشان مشهور فرانسه بود. تهیه‌ کنندگان این فیلم در اولین قدم، آن را به کشورهای ژاپن و کره جنوبی فروختند و تحلیل‌گران اقتصادی سینما از این که دو کشور آسیایی اولین خریداران این فیلم بودند، اظهار تعجب کردند. فیلم‌نامه فیلم (که توسط کارگردان آن مارتین پروو نوشته شده‌است) برگرفته از یک ماجرای واقعی است.

## موضوع فیلم
این فیلم بر اساس داستان واقعی زندگی معجزه‌آسای یک زن نقاش فرانسوی مشهور به نام سرافین دو سنلیس است که کاشف او یک کلکسیونر آلمانی در ابتدای جنگ جهانی اول بود و موزه مایول پاریس نمایشگاهی از آثار او برپا کرده‌است.

## بازیگران فیلم
مورو نوامبر پیش نیز برای بازی در نقش اصلی فیلم «سرافین» جایزه بهترین بازیگر زن جشنواره قاهره را از آن خود کرده بود. او سال ۲۰۰۴ هم با فیلم «وقتی دریا بالا می‌آید» که خود یکی از کارگردانان آن بود، برنده دو جایزه سزار شد. «یولانده مورو» بازیگر کهنه‌کار سینمای فرانسه در این فیلم نقش نقاش معروف کلاسیک یعنی سرافین را بازی می‌کند.

## جوایز
- فیلم سرافین، موفق به کسب ۱۷ جایزه بین‌المللی، حد فاصل سال‌های ۲۰۰۸ تا ۲۰۱۰ شده‌است، از جمله، بخش مهمی از جایزه‌های سزار فرانسه، شاملِ بهترین بازیگر زن، بهترین کارگردان، بهترین فیلم، بهترین موسیقی و بهترین صدا. همچنین، از دیگر جوایز مهم این فیلم بایستی به جایزه بهترین بازیگر زن از طرف انجمن منتقدان فیلم لس آنجلس، جایزه لومیر فرانسه و جایزه فیلم اروپا اشاره کرد.[۷]
- فیلم «سرافین» برنده جوایز سزار بهترین بازیگر زن نقش اصلی (یولانده مورو)، فیلمنامه اریژینال، موسیقی متن اریژینال، طراحی صحنه و لباس، فیلمبرداری و صدابرداری شد.[۵]
- با دریافت هفت جایزه پیشتاز سی و چهارمین دوره جوایز سزار فرانسه شد.
- سرافین علاوه بر دریافت جایزه بهترین فیلم، در رشته‌های بهترین بازیگر نقش اول زن، فیلمنامه اریژینال، طراحی لباس، صدا، فیلمبرداری و دکور اثر برگزیده شناخته شد.